# Talmi
Talmi (inaczej talmizłoto lub talmigold) – naśladujący złoto stop metali nieszlachetnych, wykorzystywany dawniej w jubilerstwie.
Był to aliaż miedzi, cynku i cyny z minimalną domieszką żelaza, platerowany złotem i efektownie imitujący autentyczną biżuterię. Ogólnie w jego skład wchodziło 90% miedzi i 10% cynku, lecz w produkcji zarówno proporcje, jak i skład wykazywały różnice (np. 86,4% miedzi, 12,2% cynku, 1,1% cyny i 0,3% żelaza). Zawartość złota rzadko przekraczała 1%, a przy tym platerowanie stwarzało większe korzyści niż zwykłe pozłacanie.
Nazwa znana od ok. 1840 r., powstała z handlowego skrótu Tal. mi-or (od Tallois-demi-or) i pochodzi od paryskiego fabrykanta Tallois, który zapewniając najlepszą jakość, masowo wykorzystywał ten stop do wyrobu taniej biżuterii. Zwany też fałszywym złotem, w jubilerstwie należy do podobnych naśladownictw jak tombak czy abisyńskie złoto.